# Augusta-Eugénie d'Urach
Augusta Eugénie Wilhelmine Marie Pauline Frédérique d'Urach, née le 27 décembre 1842 à Stuttgart, en Wurtemberg et morte le 11 mars 1916 à Schwaz est une femme de la noblesse allemande.
Elle est la fille de Frérédic Guillaume d'Urach 1er duc d'Urach et de Théodelinde de Beauharnais, la petite-fille de Joséphine de Beauharnais, la première femme de Napoléon.
Elle épouse en premières noces le comte Rudolf von Enzenberg zu Freyen und Jöchelsthurn et en secondes noces le comte Franz von Thun und Hohenstein.
Elle détient les titres de comtesse du Wurtemberg et de Princesse d'Urach.

## Biographie

### Enfance
Augusta Eugénie naît le 27 décembre 1842 à Stuttgart. Elle est la fille aînée du prince Guillaume de Wurtemberg, plus tard duc d'Urach, et de sa première épouse Théodelinde de Beauharnais.
En 1857, sa mère décède alors qu'Augustine n'a que 14 ans. Six ans plus tard, en 1863, son père se remarie, prenant pour épouse la princesse Florestine de Monaco.

### Premier mariage
Le 4 octobre 1865, Augustine Eugénie, vingt-deux ans, épouse le comte Rodolphe d'Enzenberg-Freyen-Jöchelsthurn âgé de 30 ans, au château du Liechtenstein. De ce mariage naissent trois enfants :
- Théodolinde (1866-1951), épouse le comte Rudolf von der Vetter Lily. Ils eurent trois enfants
- Rudolf (1868-1932), s'est marié deux fois et a eu quatre enfants
- Eberhard (1873-1945), épouse la comtesse Maria Lodron et eut quatre enfants.

Le 1er janvier 1874, son mari décède.

### Deuxième mariage

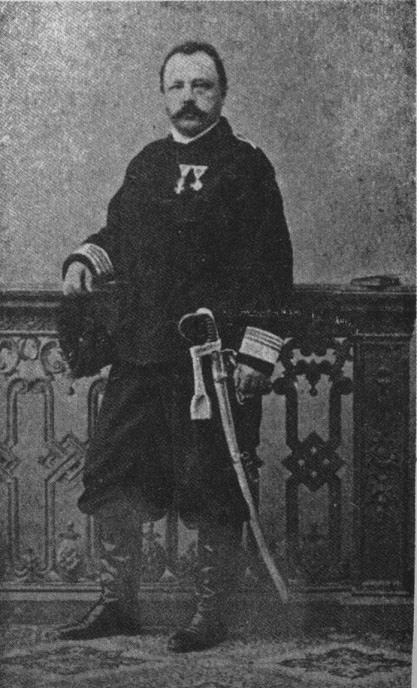
Franz von Thun und Hohenstein.

Après trois ans, en 1877, Augusta épouse le comte François (de) de Thun-Hohenstein. Le mariage a lieu le 16 juin à Innsbruck. Le couple s'installe dans la ville de Schwaz au Tyrol. Ensemble ils ont deux filles : 
- Constantin (1878-1962), épouse le comte Thun-Hohenshtayn. Ils eurent cinq fils et une fille
- Maria (1879-1957), épouse le comte Francesco Gaetano Forni. Ils eurent quatre fils et deux filles.

### Décès
En 1882, son mari prend le commandement du corps d'Innsbruck et est promu au grade de maréchal. En 1883, la santé de Franz commence à se détériorer et il est démis de ses fonctions. En 1887, il démissionne et meurt chez lui à Schwaz le 30 juillet 1888.
Augustine meurt le 11 mars 1916 à Schwaz en Autriche.

### Liens connexes
- Ducs d'Urach
- Frédéric Guillaume d'Urach
- Théodelinde de Beauharnais